# シャルル＝フランソワ・ドービニー
シャルル＝フランソワ・ドービニー（Charles-François Daubigny, 1817年2月15日 - 1878年2月19日）は、フランスの画家。

## 生涯
パリ生まれ。父Edmond François Daubigny、叔父Pierre Daubignyも風景画家であり年少時より教育を受けた。1841年、パリ国立高等美術学校に通い、ポール・ドラローシュのアトリエで学んだ。1843年にフォンテーヌブローの森などで作品を制作して以降、多くの土地を旅行してまわり、戸外での観察を重視して風景画を多く描いた。1857年からは、自身の所有する小舟「ボタン号」をアトリエとして使用し、セーヌ川やオワーズ川に浮かべて舟の上から制作することもあった（このアトリエ舟での制作手法は後にモネに受け継がれた）。1860年以降はパリ郊外のオーヴェル＝シュル＝オワーズに住んだ。1868年にはサロン（官展）の審査委員を務め、モネなどの後に印象派を形成する事になる若い画家たちを積極的に評価した。バルビゾン派の一人に数えられ、印象派につながる重要な先駆けを果たしたといわれる。
1859年にレジオンドヌール勲章（シュバリエ）を受勲し、1874年に、レジオンドヌール勲章（オフィシエ）を受勲した。

## エピソード
- 1867年9月にアトリエ船「ボタン号」は最後の航行を終えたが、1868年春、より堂々とした駆体の新しいアトリエ船「ボッタン号」が使われ始めた。
- 1868年にサロン審査員として、多数の反対意見にもかかわらず、ピサロ、モネ、バジール、ドガ、ルノワール、シスレー、ベルト・モリゾの作品を入選させた。ブーダン、ルドン、カスタニャリは、ドービニーに対する敬意と称賛を表した。
- 1870年、第二帝政期最後のサロンで、コローとともに改めて審査員に選ばれたものの、モネの作品を入選させることが叶わず、審査員を辞任した。
- 1870年に普仏戦争が起こると、一時的にロンドンに避難し、同じく同地に避難していたモネとピサロに、後に印象派の画商として知られるポール・デュラン＝リュエルを紹介した。
- 1872年には、オーヴェル＝シュル＝オワーズにてセザンヌと出会い、その才能を評価した。
- オーヴェル＝シュル＝オワーズにあるドービニーの家の庭を1890年にゴッホが描いている（『ドービニーの庭』を参照）。

## ギャラリー

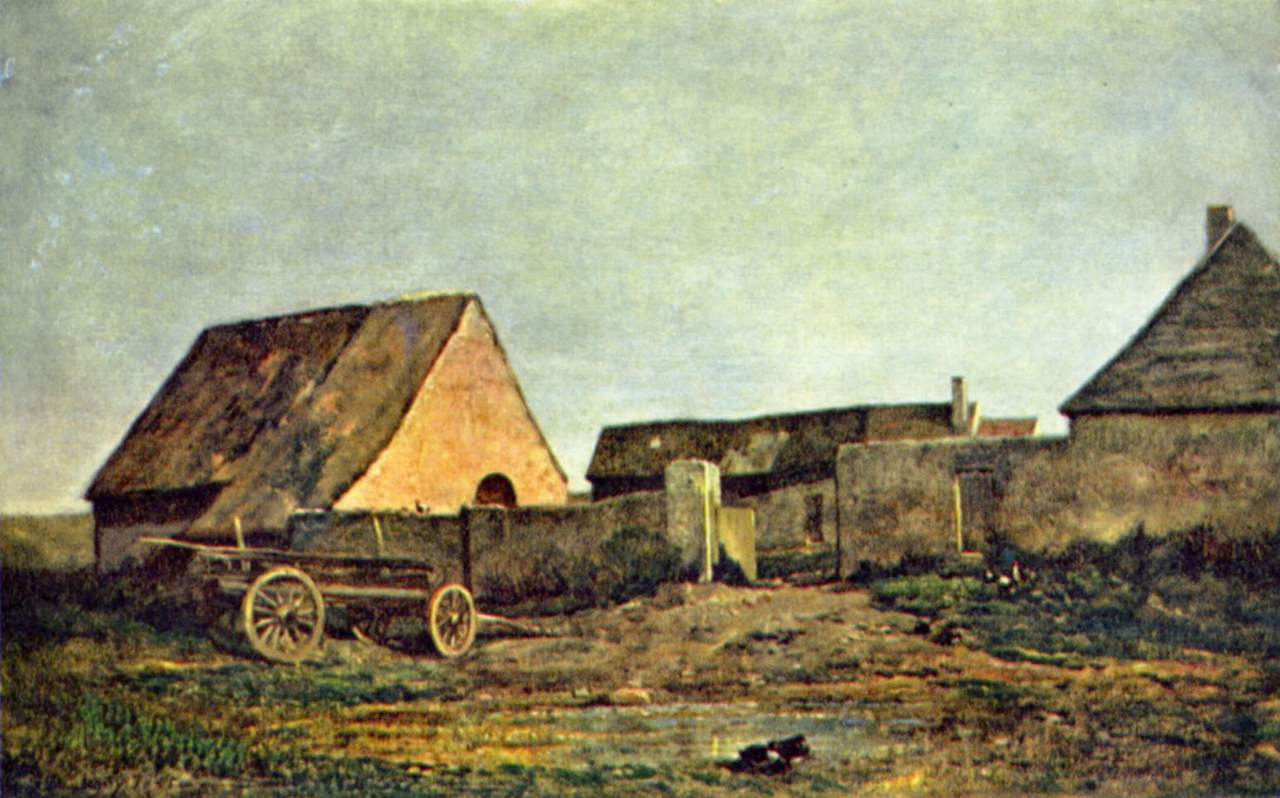
農場, ナショナル・ギャラリー蔵, ワシントンD.C., (1855年)
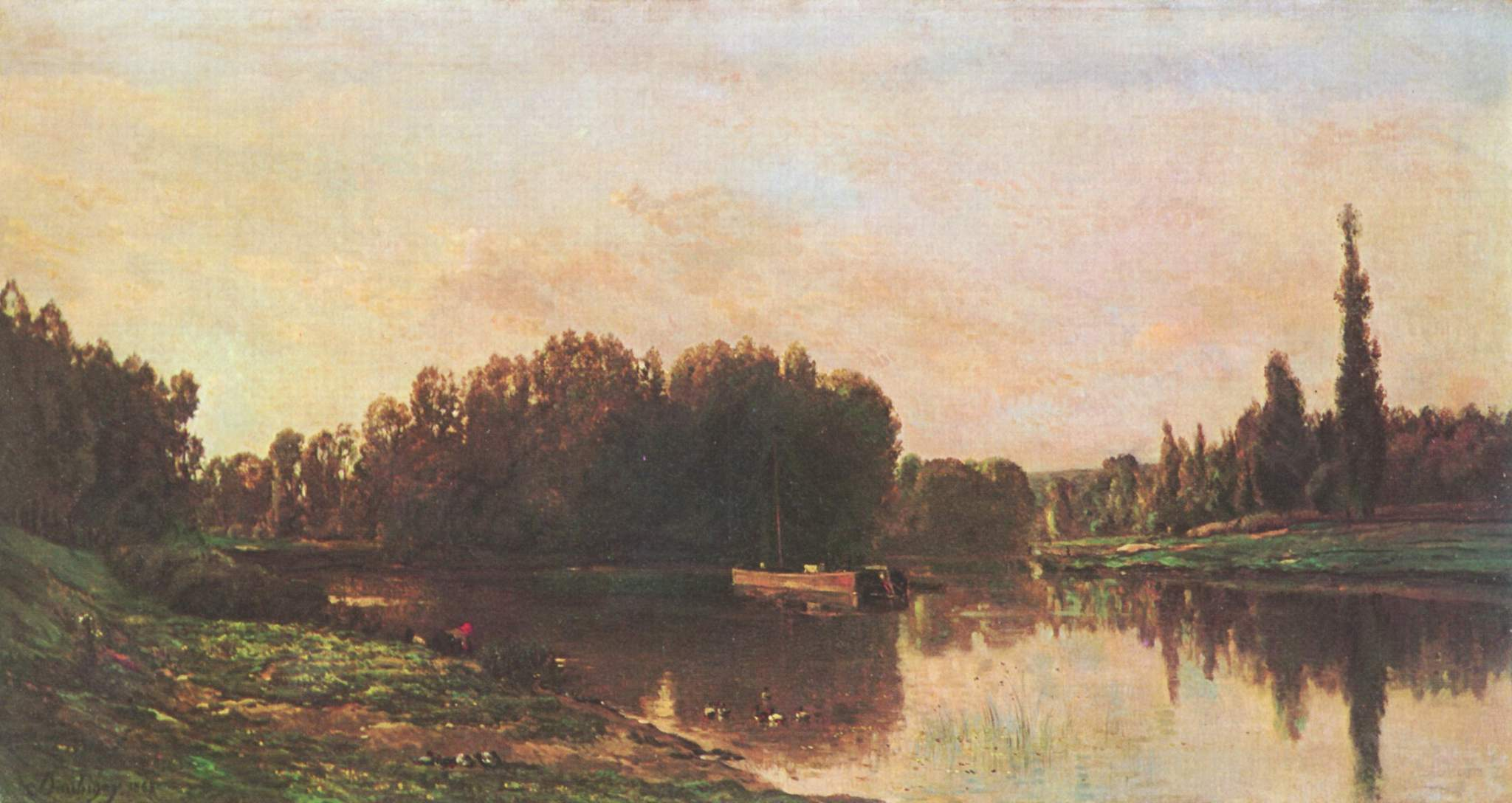
「オワーズ川の川辺」, ボルドー美術館蔵, (1868年)
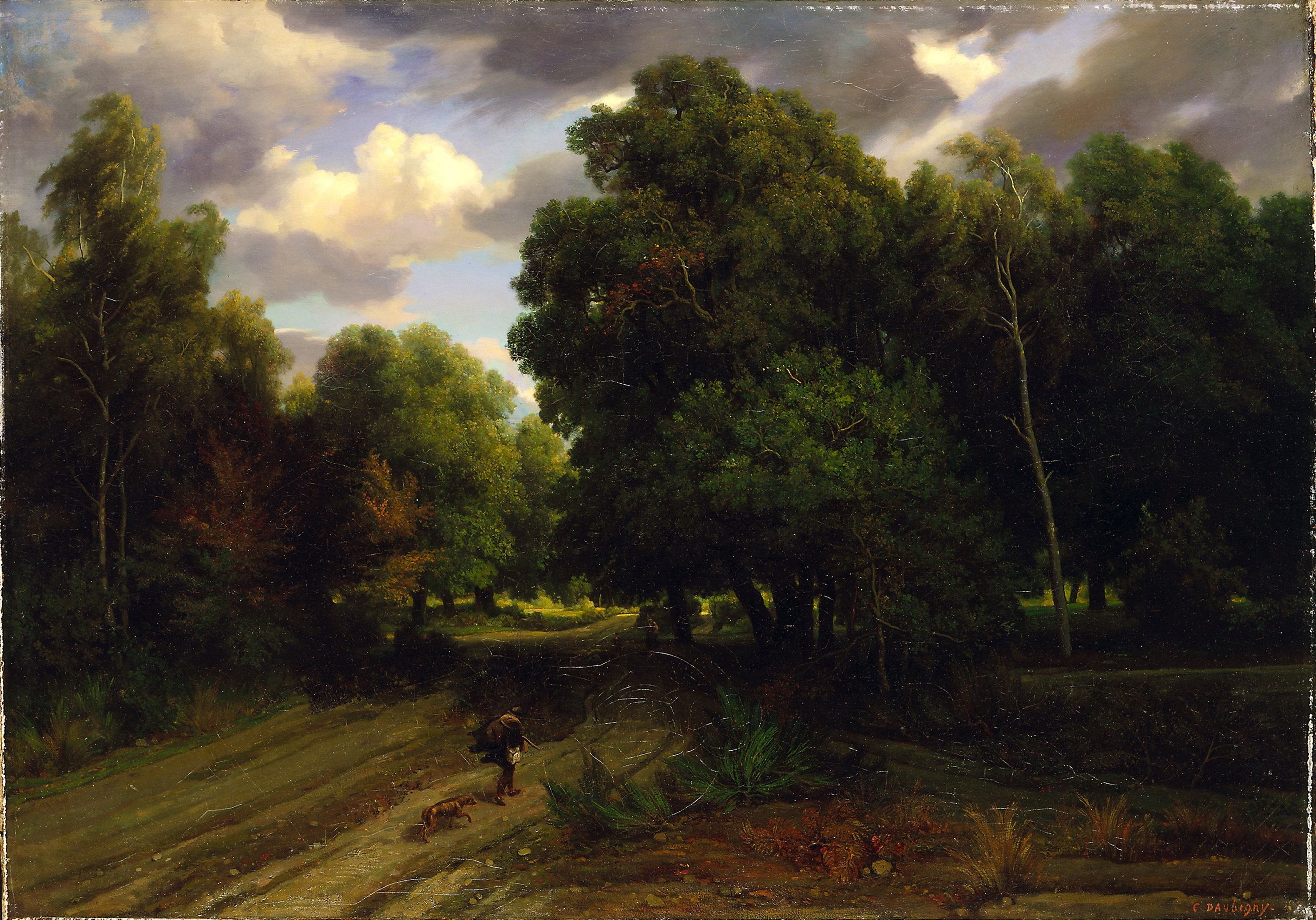
「フォンテーヌブローの森」,ミネアポリス美術館蔵,(1843年頃)

## 参照
1. ↑  日仏交流160周年記念シャルル=フランソワ・ドービニー展カタログ,2018,page 11
2. ↑  The Iconographic Encyclopaedia of the Arts and Scien: Sculpture and painting, 1887, page 138